# Sthenognatha flinti
Sthenognatha flinti là một loài bướm đêm thuộc phân họ Arctiinae, họ Erebidae.